# فرنوش ترابی
فرنوش ترابی (به انگلیسی: Farnoosh Torabi) (متولد ۱۵ فوریه ۱۹۸۰) روزنامه‌نگار، نویسنده، شخصیت تلویزیونی و کارشناس امور مالی شخصی ایرانی-آمریکایی است.

## تحصیلات و زندگی شخصی
فرنوش از والدین ایرانی در وورستر، ماساچوست متولد شد و در دبیرستان هریتون در حومه فیلادلفیا تحصیل کرد. وی دارای لیسانس علوم در امور مالی و تجارت بین‌الملل از دانشگاه ایالتی پنسیلوانیا و کارشناسی ارشد روزنامه‌نگاری از دانشگاه کلمبیا است. در سال ۲۰۱۰، وی از طرف دانشگاه ایالتی پن برای فارغ التحصیلان زیر ۳۵ سال به‌عنوان فارغ‌التحصیل شناخته شد.
در ۱۶ ژوئن ۲۰۱۲ با تیم دوسینگر در فیلادلفیا ازدواج کرد. آن‌ها یک پسر به نام ایوان کیانی دارند که در ۲۱ ژوئن ۲۰۱۴ متولد شد.

## حرفه
فرنوش ترابی کار خود را از سال ۲۰۰۳ به‌عنوان محقق و گزارش‌گر در مجله مانی آغاز کرد. وی از سال ۲۰۰۴ تا ۲۰۰۶ در شهر نیویورک زندگی می‌کرد و به‌عنوان تهیه‌کننده و گزارشگر تجارت در NY1 News کار می‌کرد. وی بعداً از سال ۲۰۰۶ تا ۲۰۰۹ خبرنگار مالی تلویزیون TheStreet.com جیم کرامر شد که در آنجا بازار سهام، اقتصاد، تجارت کوچک و امور مالی شخصی را پوشش می‌داد.
در سال ۲۰۰۸، او خبرنگار مالی Real Simple ،Real Life بود. در سال ۲۰۰۹، او میزبان SOAPnet شد The Bank of Mom and Dad , اقتباسی از سریال واقعیت بی‌بی‌سی نیویورک تایمز توصیه او را در این نمایش «کاملاً عملی» خواند. در آن سال فرنوش همچنین کتاب You're So Money: Live Rich حتی وقتی نیستی را منتشر کرد. این کتاب بیشتر به مشاوره مالی برای جوانان پرداخته‌است. کتاب بعدی او، روان خود ثروتمند هستید، در سال ۲۰۱۰ توسط انتشارات FT منتشر شد.
در سال ۲۰۱۰، فرنوش ترابی برای میزبانی یک مجموعه ویدیویی هفتگی تحت عنوان Finances Fit به یاهو پیوست. این سریال در دسامبر ۲۰۱۳ به پایان رسید.
در سال ۲۰۱۴، فرنوش سومین کتاب خود را با عنوان «وقتی بیشتر می‌سازد: ۱۰ قانون برای زنان نان‌آور» منتشر کرد. وی در این مقاله صریحاً به‌نحوه تأثیر عدم تعادل درآمد بر روابط و پویایی خانواده می‌پردازد و یک استراتژی جسورانه برای دستیابی به خوشبختی در محل کار و خانه ارائه می‌دهد.
در ۱۴ ژانویه ۲۰۱۵، فرنوش پادکست برنده جایزه، So Money را راه‌اندازی کرد. پادکست توسط Inc شناخته شده‌است. مجله را به‌عنوان «پادکست برتر برای رشد تجارت خود» انتخاب کنید.
فرنوش در حال حاضر مجری مجموعه برنامه‌های تلویزیونی سی‌ان‌بی‌سی است که به دنبال او رهبر می‌روند، جایی که او ۷۲ ساعت را در زندگی یک کارآفرین فوق ستاره متفاوت می‌گذراند تا یاد بگیرد که چگونه این تاجر فوق‌العاده موفق بهم می‌خورد. اولین فصل پخش آن در ۶ آوریل ۲۰۱۶ بود.
در آوریل ۲۰۱۶ اعلام شد که فرنوش ستونویس مالی جدید O، مجله اپرا خواهد شد، جایی که او هر ماه یک ستون را به انتشار می‌رساند.
کارها و مشاوره‌های وی در نیویورک تایمز، وال استریت ژورنال، فورچون، فوربس، تایم، ماری کلر، گلمور، رد بوک و یو اس ای یواس‌ای تودی ارائه شده است. او در تمام اخبار مهم و برنامه‌های گفتگوی مهم، از جمله برنامه امروز ، سی‌ان‌ان، ام‌اس‌ان‌بی‌سی، صبح بخیر آمریکا، نمایش و پخش زنده ظاهر شده‌است.